# NGC 7146
NGC 7146 este o galaxie situată în constelația Pegas. A fost descoperită în 11 august 1863 de către Albert Marth.